# مشرفة زكريا
مشرفة زكريا قرية سوريّة تتبع إداريّاً لمحافظة حلب منطقة منبج ناحية مركز منبج، بلغ تعداد سكانها 195 نسمة حسب التعداد السكاني لعام 2004.